# Xibornol
Xibornol là một loại kháng sinh.

## Tổng quan
Nó chủ yếu được dùng cho cổ họng.
Xibornol là một loại thuốc ưa mỡ chủ yếu được sử dụng ở Ý và Tây Ban Nha ở dạng thuốc xịt để điều trị nhiễm trùng và viêm họng. Độ hòa tan trong nước kém của nó làm cho việc phát triển các công thức nước của thuốc trở nên khó khăn, do đó làm phát sinh một số lượng hạn chế các chế phẩm ổn định và dược phẩm được chấp nhận. Trong thực tế, xibornol thực sự chỉ được bán trên thị trường dưới dạng hỗn dịch nước phun. Mục đích của công việc này là đánh giá khả năng phát triển một công thức chất lỏng ổn định của thuốc dành cho quản lý thuốc xịt bằng cách sử dụng hệ thống phân phối thuốc tự vi trùng (SMEDDS). Các hệ thống này có thể cải thiện đầy đủ khả năng hòa tan thuốc, cho phép đưa ra nồng độ thuốc tương đối cao dưới dạng dung dịch.
Labrafil M1944, Labrafil M2125 và Labrafac CC được sàng lọc dưới dạng các pha dầu, Labrasol và Labrafac PG là chất hoạt động bề mặt và Transcutol là chất đồng hoạt động bề mặt. Các sơ đồ pha giả được xây dựng, bằng cách chuẩn độ với pha nước của các pha dầu khác nhau và hỗn hợp chất hoạt động bề mặt / chất đồng hoạt động bề mặt để xác định vùng tự vi nhũ hóa và thành phần nhũ tương vi tối ưu. Sau đó, các công thức dược phẩm hoàn chỉnh đã được chuẩn bị và đánh giá tính ổn định và độ nhớt. Các công thức được lựa chọn cuối cùng, chứa Labrafil M1944, Transcutol, Labrafac PG và dung môi đồng ưa nước (propylene glycol hoặc PEG 200) cho phép hòa tan hoàn toàn nồng độ xibornol cần thiết (3%, w/v) và cho thấy độ ổn định vật lý lên đến 2 tháng ở 25 và 4   °C, độ nhớt phù hợp và tính chất organoleptic.